# Трансцендентальная медитация

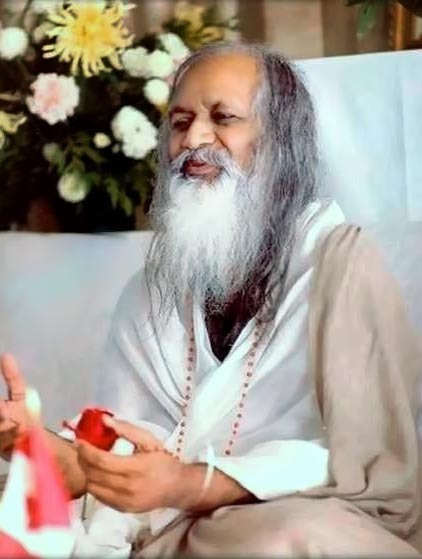
Махариши Махеш Йоги, основатель Трансцендентальной медитации.

Трансцендента́льная медита́ция (сокр. ТМ; от лат. transcendens, род. п. transcendentis «перешагивающий, выходящий за пределы» + meditatio «размышление, обдумывание») — движение, основанное Махариши Махеш Йоги и получившее название по созданной им же технике медитации с произнесением личной мантры.
Независимые систематические обзоры последнего[уточнить] времени выявили, что практика ТМ не имеет никаких преимуществ над другими методами релаксации и рекреации, используемыми в здравоохранении.
К началу XXI века около шести миллионов человек во всем мире посещали занятия. Используется как методика «снижения стресса» и «раскрытия полного потенциала ума» Ей должны обучать инструкторы, прошедшие специальную подготовку.
В 1971 году в штате Айова был основан Университет менеджмента Махариши, в котором трансцендентальная медитация используется как часть образовательного процесса. В 1994 году Джон Хагелин из Университета менеджмента Махариши и «Института науки, технологии и общественной политики» за его экспериментальное доказательство того, что 4000 обученных особому виду медитации человек вызвали снижение преступности с насилием в городе Вашингтоне на 18 процентов был удостоен Шнобелевской премии мира.
В 2011 году Министерство Образования Великобритании присвоило Школе Махариши статус Free School с полным государственным финансированием деятельности школы.

## Основные техники

### Техника трансцендентальной медитации
В «Энциклопедии психологии и бихевиоризма Корсини» говорится: 
Практика ТМ — это динамичный процесс, характеризуемый: (а) перемещением внимания с активного, поверхностного уровня мышления и восприятия на более спокойные и абстрактные уровни мысли; (б) трансцендированием тончайшего уровня мышления с переходом к состоянию полного само-осознания... и (в) переходом внимания назад – к более активным уровням мышления. Эти три фазы, отличающиеся по физиологическим характеристикам, циклично повторяются множество раз в каждой сессии ТМ и определяют состояние "спокойной осознанности" – глубокого физиологического отдыха и растущей пробужденности ума. Это состояние спокойной осознанности снимает умственный и физический стресс.
Происходит восстановление нормального функционирования различных систем организма, особенно тех, которые связаны с адаптацией к различным «стрессорам» внешней среды.

## Программа «ТМ-Сидхи»
Программа ТМ-Сидхи — форма медитации, предложенная Махариши в 1975 году. Она базируется на трансцендентальной медитации и описывается сторонниками как её естественное продолжение. Сторонники считают, что техника трансцендентальной медитации способствует достижению трансцендентного сознания — источника мышления, а программа «ТМ-Сидхи» развивает способность мыслить и действовать с этого уровня [уточнить]. Целью программы заявляется улучшение координации ума и тела, а также холистическое развитие сознания.
Один из аспектов программы «ТМ-Сидхи» называется «йогические полёты» (левитация). Сторонники программы считают, что, когда люди практикуют «йогические полёты» в группе, влияние когерентности выходит за пределы телесной оболочки и распространяется на всё окружающее, что ведёт к снижению негативных тенденций и способствует росту положительных, гармоничных тенденций в жизни всего общества. Групповая практика трансцендентальной медитации и программы «ТМ-Сидхи» используются сторонниками для снижения социального стресса и напряженности в обществе. Второй аспект программы — «неуязвимость», отсутствие вреда после нападения, физического или духовного.
Исследователи отмечают, что несмотря на существование десятков тысяч практикующих трансцендентальную медитацию, никто из них не продемонстрировал ни способность летать, ни физическую неуязвимость при том, что такие явления совсем нетрудно проверить в научных экспериментах.

### Махариши-эффект
Махариши-эффект — гипотетическая польза для общества при условии, что значительная его часть практикует трансцендентальную медитацию. До 1960-х Махариши предполагал, что качество жизни, гармония и порядок могут быть значительно повышены в том обществе, где десять процентов населения практикуют ТМ. В 1960 году эта цифра была снижена до одного процента и в таком виде гипотеза получила известность как «Махариши-эффект».
Когда была предложена программа «ТМ-Сидхи», в 1976 году было постулировано, что эта программа, практикуемая в одно время и в одном месте группой, насчитывающей квадратный корень из одного процента населения, может улучшать «важные для жизни тренды». Этот постулат стал известен как «расширенный Махариши-эффект».
Оба эффекта были рассмотрены в нескольких исследованиях, в некоторых из них были обнаружены положительные корреляции между медитированием и повсеместным уменьшением количества конфликтов, снижением смертности и ранений в конфликтах, числа автокатастроф, болезней, потребления алкоголя и табака.

## Движение «Трансцендентальная медитация»

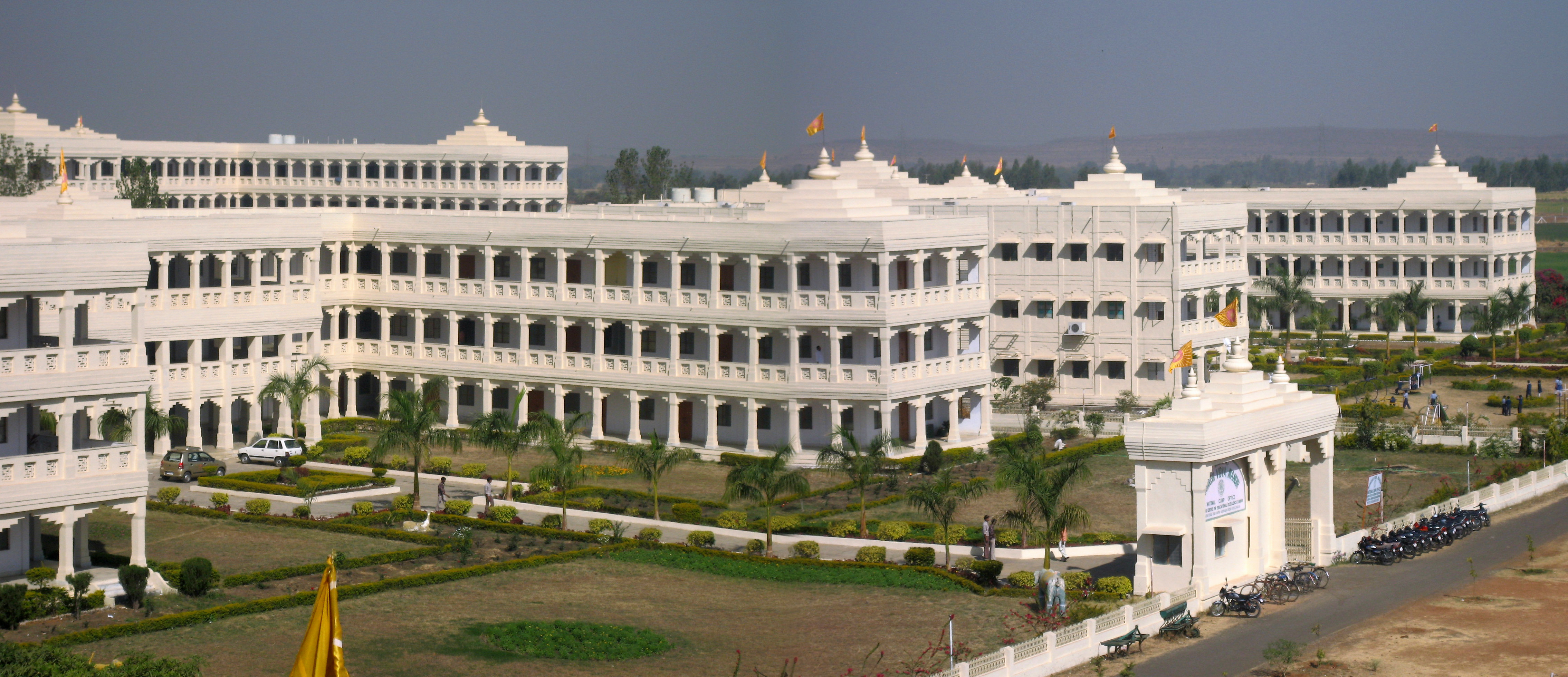
Образовательный Центр Махариши, г. Бхопал, штат Мадхья-Прадеш, Индия

Первая организация, которую Махариши в память о своем учителе основал в 1957 году в Индии, называлась «Движение духовного возрождения». Со следующего, 1958-го, года Махариши начал активную деятельность по обучению ТМ в различных странах мира, и в каждой стране создавались местные организации. За более чем пятидесятилетнюю историю Движения Махариши были основаны сотни организаций различной направленности: образовательные, общественные, благотворительные, медицинские — международные, национальные и городские. Все это многообразие, включая Ведический Город Махариши в США, объединяет сегодня одно название — «Движение Трансцендентальной медитации» (Движение Махариши).

## Научные исследования по трансцендентальной медитации
Научные исследования по трансцендентальной медитации ведутся постоянно со времени первых испытаний, проведённых в Калифорнийском университете в Лос-Анджелесе и Гарвардском университете и опубликованных в ведущих научных журналах «Science» и «American Journal of Physiology» в 1970 и 1971. В этих исследованиях освещались такие темы, как физиологические изменения во время медитации, клиническое применение, влияние на когнитивные функции, психическое здоровье, зависимости и реабилитация. Начиная с 1990-х годов основное внимание в исследовательских работах переместилось на эффективность трансцендентальной медитации при сердечно-сосудистых заболеваниях; Национальные институты здравоохранения США выделили на такие исследования более 20 000 000 долларов.
Независимые систематические обзоры последнего времени выявили, что практика ТМ не даёт никаких преимуществ над другими методами релаксации и здравоохранения. В этих систематических обзорах подчёркивается, что в настоящее время трудно точно определить эффект медитационных практик в здравоохранении, поскольку качество исследований имеет ограниченный характер и в них отсутствует методологическая строгость. Частично эта трудность возникает из-за того, что изучение ТМ ведётся сторонниками Махариши или аффилированными с ним исследователями в тех университетах и по тем темам, где отношение к ТМ заранее благосклонно.
Согласно исследованиям, проведённым немецким Институтом молодежи и общества в Беншайме, практика трансцендентальной медитации также может вызвать психическое заболевание или, по крайней мере, проложить дорогу к началу психической болезни. Отсутствие благоприятных возможностей лечения от последствий опыта медитации и/или изменённого восприятия действительности создаёт подходящие условия для проявлений патологии. К этому добавляется повышенная болезненность и растущая беспомощность личности медитатора, которая может развиться в полную деперсонализацию. Однако в постановлении Административного суда земли Северный Рейн-Вестфалия, Германия, Docket No. 5 A 1125/84, от 18 декабря 1985 года, это исследование, проведенное частной организацией, подвергнуто серьёзной критике. В частности там говорится, что эти исследования 

«…не основаны на научных данных… имеют дело лишь с отдельными случаями, причем опрашивались лишь люди, враждебно настроенные по отношению к движению ТМ. Более того, в подавляющем большинстве изученных случаев опрошенные люди не обладали непосредственным знанием, поскольку получали информацию от третьих лиц, таких как родители или супруги, без присутствия непосредственных участников. Эти исследования были подготовлены религиозно-идеологическими оппонентами движения Трансцендентальной Медитации, и явно необъективны».
Исследования по трансцендентальной медитации были опубликованы Американской медицинской ассоциацией и Американской кардиологической ассоциацией, а также различными медицинскими журналами, такими как «The American Journal of Hypertension», «The American Journal of Cardiology» и «The International Journal of Psychophysiology». Выводы исследований эффективности ТМ варьируются от безрезультатных или неокончательных для вынесения суждения до клинически значимых.

## Дискуссии о религиозном характере трансцендентальной медитации
Является спорным вопрос о религиозном характере трансцендентальной медитации. В 1975-1976 годах в пяти государственных школах Нью-Джерси был введен курс, в рамках которого преподавалась техника "Наука творческого разума - Трансцендентальная медитация". Федеральный окружной суд запретил преподавание курса так как он основан на религионых концепциях. Решение было подтверждено федеральным апелляционным судом в 1979 году.
Большинство сторонников ТМ и некоторая часть социологов и религиоведов полагают её нерелигиозной. На первых порах продвижения в западных странах (1958—1965) трансцендентальная медитация была описана Махариши в духовных и религиозных терминах. ТМ приобрела популярность в 1960—1970-х годах, когда Махариши придал своему учению более научный вид. Специалисты в области религиоведения полагают, что «в 1950-х годах движение Трансцедентальной Медитации (англ. Transcendental Meditation movement, TMM) представляло собой религиозную организацию, а к 1970-м организация стала приобретать более научный имидж, однако продолжала сохранять многие религиозные элементы. Это изменение имиджа было отмечено (как сторонниками ТМ, так и извне) в качестве попытки отвечать запросам более светского Запада».
В 1970-х годах в США «Наука созидательного разума» (англ. Science of Creative Intelligence, SCI), входящая в состав учения Махариши, была уличена в наличии элементов, которые можно трактовать как религиозные, поэтому её преподавание было запрещено в американских школах и колледжах согласно норме конституции США, которая говорит о свободе вероисповеданий и запрете включения в школьную программу любых религиозных учений. На сайте Министерства образования Великобритании школа Махариши, использующая трансцендентальную медитацию, ясно описывается как не имеющая религиозного характера. Также о нерелигиозном характере трансцендентальной медитации пишет в своей книге «Transcendence: Healing and Transformation Through Transcendental Meditation» психиатр Норман Розенталь.
Некоторые исследователи и религиозные группы характеризуют ТМ как религиозную практику. Часть их полагает, что ТМ происходит из древней традиции ведического знания Индии — старейшей непрерывно используемой системы знания в мире (слово «веда» на санскрите означает «знание»), основана на учениях Кришны, Шанкары и сутрах Патанджали-йоги. Религиовед Юджин Галлахер полагает, что, хотя практикующие ТМ описывают её как науку, а не как религиозную дисциплину, её медитативные принципы очевидно происходят из практик индуизма. Уильям Бейнбридж считает ТМ сильно упрощённой формой индуизма, приспособленной для западной аудитории, не имеющей культурной предыстории для принятия в полной мере индуистских верований, символов и практик. Рой Уоллис в книге «Культы и новые религиозные движения» характеризовал ТМ как новую религию, не имеющую многих признаков, традиционно ассоциирующихся с религией.

## Критика
Джеймс Рэнди, известный разоблачитель паранормальных явлений и псевдонауки, заявил, что у входящей в комплекс учений Махариши «Науки созидательного разума» нет никаких научных характеристик. Астрофизик Карл Саган писал, что «индусская доктрина» трансцендентальной медитации является псевдонаучной.
Заведующий кафедрой психиатрии Иркутского медицинского университета Виталий Жмуров подчеркивает, что методы трансцендентальной медитации вызывают далеко небезопасные состояния.
На сайтах православной тематики существует мнение, что большинство распространителей ТМ являются членами секты.
В ряде стран движение Махариши в разное время упоминалось среди разнообразных культов и сект.
В 2009 году кандидат социологических наук, доктор политических наук, профессор кафедры гуманитарных и социальных дисциплин Старооскольского филиала Воронежского государственного университета, заместитель начальника департамента образования, культуры и молодёжной политики Правительства Белгородской области — начальник управления по делам молодежи Белгородской области П. Н. Беспаленко и доктор философских наук, профессор и заведующий кафедрой философии БелГУ В. П. Римский отнесли Трансцендентную медитацию к деструктивным культам.

В 2011 году кандидат философских наук религиовед А. Л. Бурова отмечала, что 
Саентология и Трансцендентальная медитация стали одними из первых крупных НРД, которые начали брать установленную фиксированную плату со своих адептов.

## Фонд Дэвида Линча

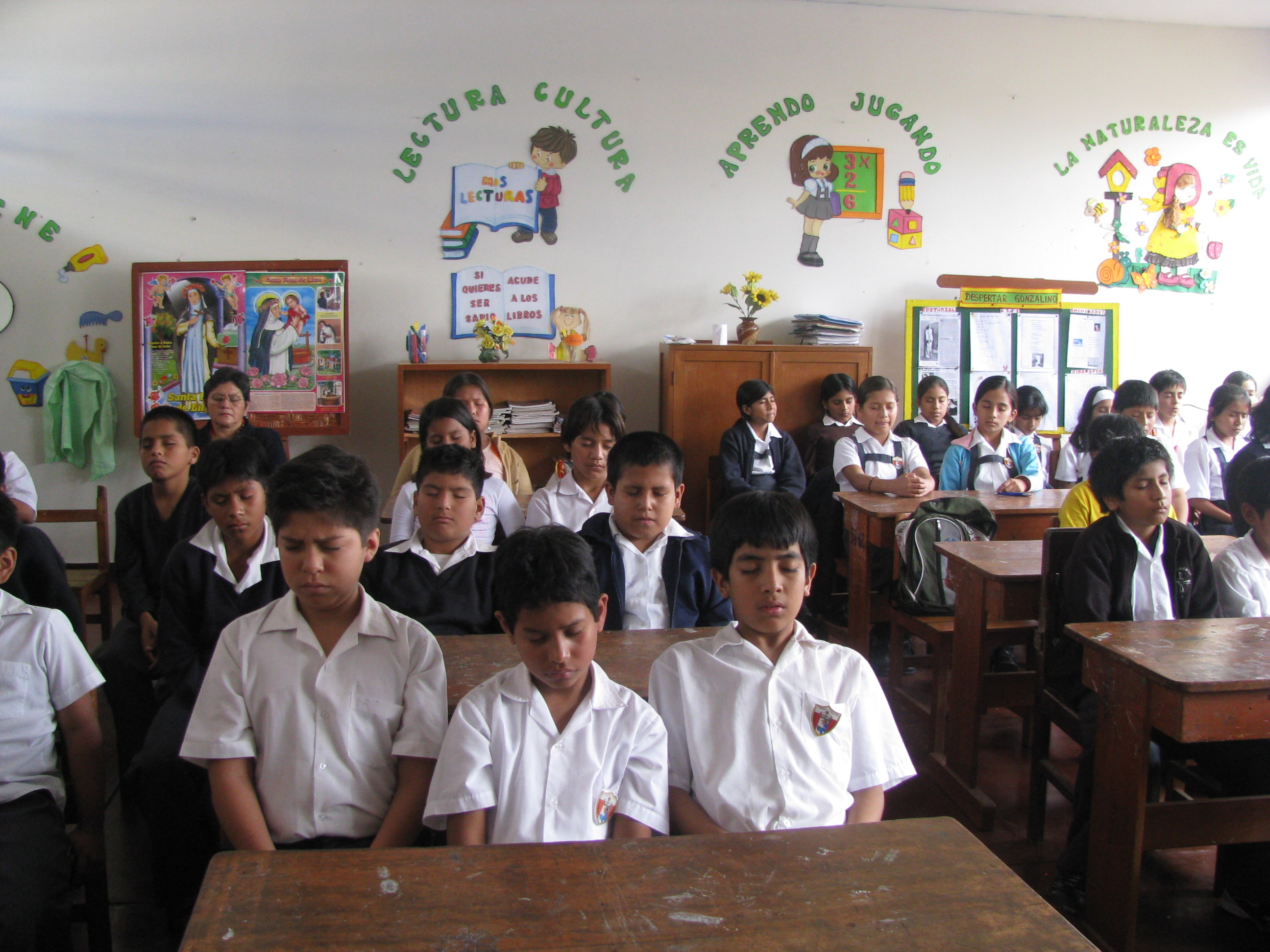
Школа в Перу, учащиеся которой практикуют TМ при содействии Фонда Дэвида Линча.

В апреле 2009 года состоялся благотворительный концерт с участием Пола Маккартни, Ринго Старра, Моби, Донована, Пола Хорна, Майка Лава (солист группы The Beach Boys), Шерил Кроу и других знаменитостей в поддержку широкого применения трансцендентальной медитации в школах по всему миру. Пол Маккартни объяснил, что это поможет обеспечить детям «тихую гавань в таком неспокойном мире». О собственном опыте занятий техникой ТМ Маккартни сказал: «В моменты безумства она помогала мне обрести спокойствие». Доход от концерта был направлен на финансирование программы Фонда Дэвида Линча, в рамках которой трансцендентальной медитации было обучено на тот момент 60000 детей по всему миру. Цель проекта — обучить технике ТМ миллион детей из группы риска, тем самым предоставив им, как говорят организаторы проекта, «средства на всю жизнь для преодоления стресса и жестокости и для содействия миру и успеху в их жизни».
В 2010 году «Фонд Дэвида Линча» начал программу помощи военным, страдающим посттравматическим стрессовым расстройством (название программы «Операция: здоровье воина»). Этому событию была посвящена пресс-конференция и благотворительный ужин в Метрополитен-музее в Нью-Йорке. Кинорежиссёр Дэвид Линч, кинорежиссёр и актёр Клинт Иствуд, кинорежиссёр Мартин Скорсезе, актёр Рассел Брэнд, модельер Донна Каран и другие знаменитости призвали общественность и бизнес-структуры поддержать инициативу по обучению технике ТМ десяти тысяч ветеранов, военнослужащих и их семей. Президент Общества психиатров Вирджинии Джеймс Крэг, профессор психиатрии Джорджтаунского университета Норман Розенталь и другие ученые, а также ветераны войн во Вьетнаме, Ираке, Афганистане и Боснии говорили о практической пользе ТМ в лечении стресса, депрессии, эмоциональной нестабильности, бессонницы, алкоголизма и наркомании.
Программы Фонда Дэвида Линча, в основе которых лежит трансцендентальная медитация, поддерживают также Дэйв Стюарт («Eurythmics»), Игги Поп, Патрисия Каас, Питер Гэбриэл, Аланис Мориссетт, группа «Maroon 5», Мэри Хопкин, Нэнси Синатра, которые совместно с Моби, Донованом и многими другими знаменитыми музыкантами участвуют в проекте «David Lynch Foundation Music».
Движение Махариши зарегистрировало термин «трансцендентальная медитация» как торговую марку, чтобы сохранить её аутентичность, а, следовательно, и эффективность, и чтобы отличить её от появившихся позже вариаций и от других медитационных техник, которые, по мнению сторонников движения, не дают таких же результатов, как ТМ.